# Exerpes asper
Exerpes asper е вид лъчеперка от семейство Labrisomidae, единствен представител на род Exerpes.

## Разпространение
Видът е разпространен в Мексико.